# Hans-Dieter Moritz

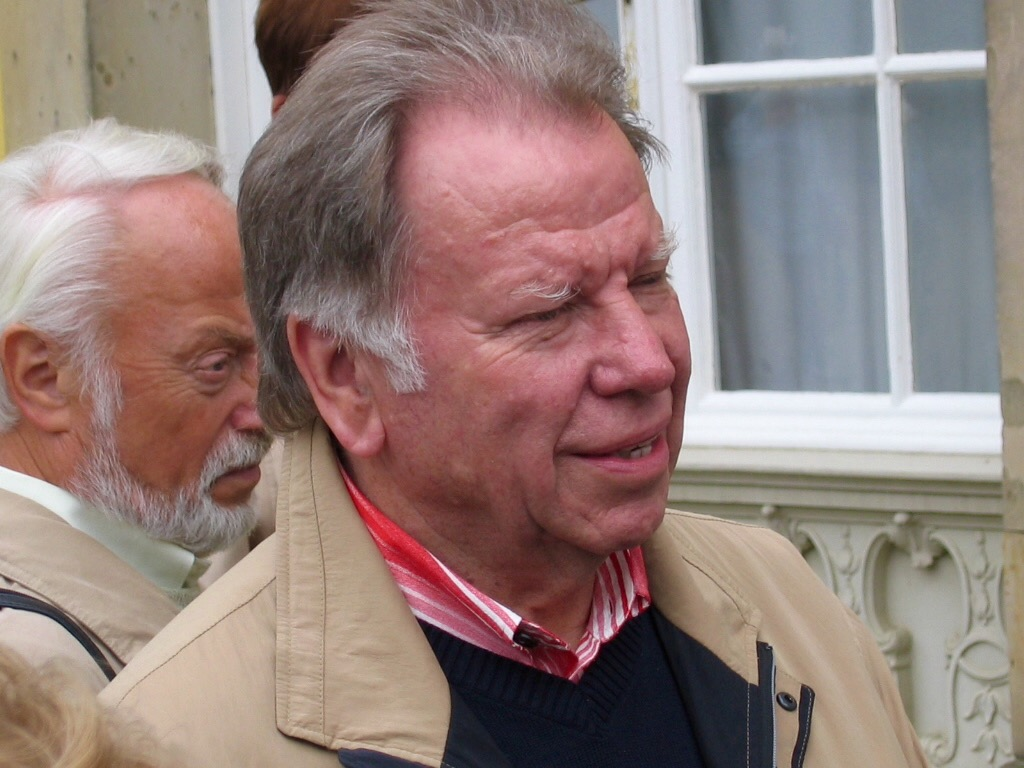
Hans-Dieter Moritz 2006 in Berlin

Hans-Dieter Moritz (* 13. Januar 1940 in Daaden) ist ein deutscher Politiker und ehemaliger Landtagsabgeordneter (SPD).

## Leben und Beruf
Nach dem Besuch der Volksschule absolvierte Moritz von 1954 bis 1957 eine Lehre als Bauschlosser bei der Erzbergbau Siegerland AG und war dann bis 1962 bei der Grube Pfannenberger Einigkeit als Schlosser beschäftigt. Von 1962 bis 1963  war er ebenfalls als Schlosser auf der Grube Füsseberg – Friedrich Wilhelm in Biersdorf tätig. Zudem gründete er im Jahr 1962 ein Mietwagen-Unternehmen, das später von seinem Vater und seinem Bruder weitergeführt wurde. Von 1963 bis 1965 war er Heimleiter bei der IG Bergbau und Energie in Saalfelden. Von 1965 bis 1985 war Moritz Parteigeschäftsführer der SPD in den Unterbezirken Siegen-Wittgenstein und Olpe.
Seit 1961 ist Moritz Mitglied der SPD. Er war in zahlreichen Parteigremien auf Unterbezirksebene vertreten, langjähriger Vorsitzender der SPD in Neunkirchen. Außerdem gehört er der IG Bergbau und Energie an.
Moritz ist verheiratet und hat zwei Kinder sowie 3 Enkelkinder.

## Abgeordneter
Vom 30. Mai 1985 bis 2. Juni 2005 war Moritz Mitglied des Landtags des Landes Nordrhein-Westfalen der 10., 11., 12. und 13. Wahlperiode. Er wurde jeweils im Wahlkreis 145 Siegen-Wittgenstein II direkt gewählt. Dazu gehörte er von 1990 bis 2005 als Mitglied dem Landtagspräsidium an.
Dem Gemeinderat der Gemeinde Neunkirchen gehörte Moritz von 1969 bis 1984 als Mitglied und zeitweise stellvertretender Bürgermeister an, bis 1979 als SPD-Fraktionsvorsitzender. Von 1979 bis 2004 war Moritz Mitglied des Kreistages des Kreises Siegen-Wittgenstein, von 1981 bis 2004 als Vorsitzender der SPD-Fraktion. Von 2005 bis 2014 war er Vorsitzender der SGK Siegen-Wittgenstein und ist seit 2014 deren Ehrenvorsitzender.

## Weitere ehrenamtliche Tätigkeiten
- Von 1957 bis 1963 Zunächst Jugendvertreter auf der Grube Pfannenberger Einigkeit, später Konzern-Jugendsprecher der Erzbergbau Siegerland AG
- Von 1958 bis 1962 Mitglied der Grubenrettungswehr
- Von 1960 bis 1962 Vorsitzender des DGB-Kreisjugendausschusses im Kreis Siegen-Wittgenstein
- 1965 bis 1980 Mitglied des DGB-Kreisvorstandes Siegen-Wittgenstein
- 1965 bis 1975 Jugendschöffe und Schöffe beim Amtsgericht Siegen
- 1963 bis 2008 Vorsitzender des SPD-Ortsvereins Salchendorf
- Von 1968 bis 1970 und 1988 bis heute Vorsitzender des SPD-Gemeindeverbandes Neunkirchen
- Von 1969 bis heute Durchführung von 44 Jahresempfängen des SPD-Gemeindeverbandes Neunkirchen
- Mitglied im Aufsichtsrat der VWS Siegen
- Mitglied im Aufsichtsrat der Siegerland-Flughafen GmbH
- Mitglied der Zweckverkehrsversammlung Personennahverkehr Westfalen-Süd (ZWS)

## Sonstiges
- Mitglied der  7., 10. und zwölften Bundesversammlung
- Moritz gilt als letzter heute (2015) noch Lebender im Schacht der Grube Pfannenberger Einheit
- Auszeichnung mit der Willy-Brandt-Medaille für 40-jährige Tätigkeit als Vorsitzender des SPD-Ortsvereins Salchendorf im Juni 2010
- Für seine besonderen kommunalpolitischen Aktionen auf Kreis- und Landesebene wurde Hans-Dieter Moritz im Juli 2011 von Innenminister Ralf Jäger (SGK-Landesvorsitzender), Oberbürgermeister Frank Baranowski und der heutigen Landtagspräsidentin Carina Gödecke mit der SGK-Ehrennadel ausgezeichnet